# Plataforma continental patagónica
La plataforma patagónica o plataforma argentina es parte de la plataforma continental de América del Sur en la costa atlántica, al sur a 35° S. Colinda con las costas de Uruguay, Argentina y las Islas Malvinas. Varias autoridades citan diferentes dimensiones de la plataforma, dependiendo en cómo definir sus límites. Las estadísticas citadas mencionan su área como 1,2 a 2,7 millones de kilómetros cuadrados y su ancho máximo ha de ser entre 760 y 850 kilómetros. La plataforma en sí puede ser dividida en una banda de 100 kilómetros donde el fondo del mar en pendientes a aproximadamente 1 m/km a continuación, una amplia llanura (250 a 450 km de ancho) donde el fondo marino desciende suavemente a una isóbata de 200 m. Aparte de la meseta de las Malvinas (que se encuentra al este de dichas islas), el fondo del mar cae por hasta 10 m/km a 2000 m.
La depresión de las Malvinas separa la plataforma patagónica desde el Arco de Scotia.